# Peder Severin Krøyer
Peder Severin Krøyer, ibland benämnd P.S. Krøyer, född 23 juli 1851 i Stavanger i Norge, död 21 november 1909 i Skagen, var en  dansk konstnär. 1889-1905 var han gift med Marie Krøyer.

## Biografi
Krøyer föddes av norska föräldrar men upptogs som fosterson av sin moster och hennes man Henrik Nikolai Krøyer och antog därför deras efternamn. Han studerade vid konstakademien och kom därefter till Hornbæk där han 1875 målade sina första, något tunna och omständliga fiskarbilder. År 1877 studerade Krøyer hos Bonnat i Paris och lärde där känna formen i stort och studerade valörmåleri. I Spanien tog han 1878 intryck av den måleriska realismen särskilt hos Velázques, vilket syns i målningarna Sardineri i Bretagne (1879, Statens Museum for Kunst) och Italienska byhattmakare (1880, Den Hirschsprungske Samling). Den senare bilden, som genom sin framställning av det svettiga arbetet i ett mörkt, osunt kyffe bröt starkt mot folklivsromantikens italienska idyller, och väckte mycken diskussion i Köpenhamn. 
Krøyer kom dock inte att fortsätta på den proletära linjen. Han kom istället tillsammans med djur- och landskapsmålaren Theodor Philipsen att bli den som i Danmark införde det helt ljusa friluftsmåleriet med tendens mot impressionismen. Krøyer var aktiv i grundandet av Kunstnernes Frie Studieskoler. På Skagen, där han 1882 slöt upp vid Michael Anchers sida, utvecklade han sig till en av Skandinaviens främsta målare. Sinnessjukdom ärvd från modern avbröt dock i förtid hans produktivitet. Han utförde främst landskapsmålningar med figurer men även skickligt komponerade grupporträtt. Krøyer är representerad vid bland annat Göteborgs konstmuseum.

## Utmärkelser
- Riddare av Dannebrogorden,  1891[4]
- Thorvaldsenmedaljen
- Hederslegionen

[Redigera Wikidata]

## Galleri

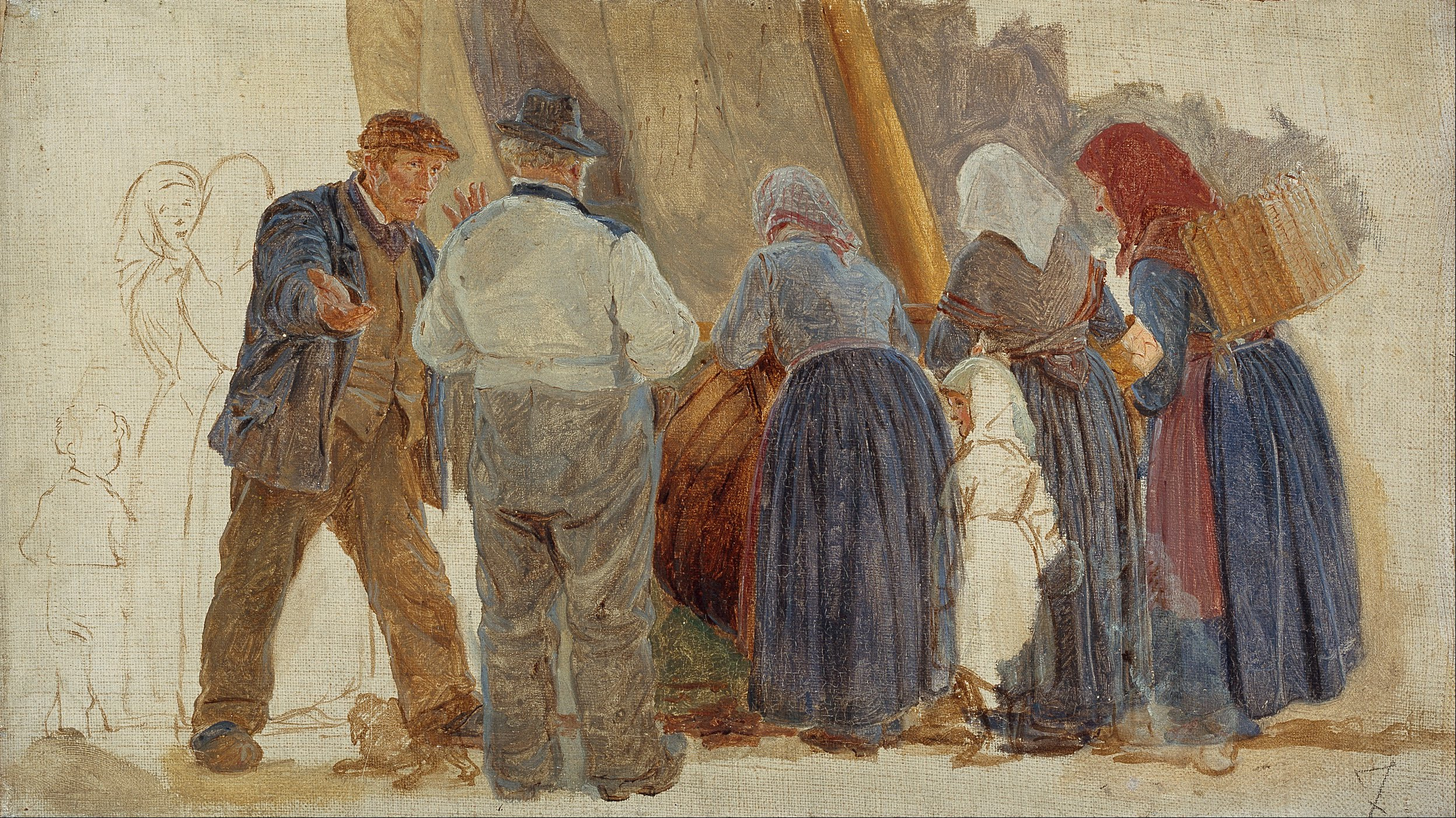
Morgen ved Hornbæk (1875)
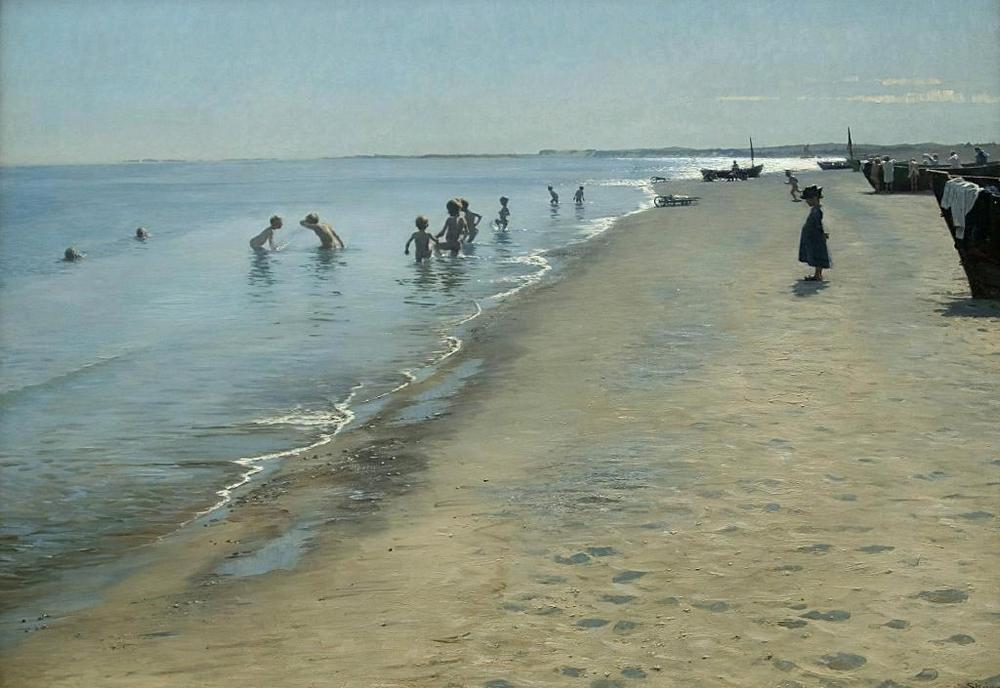
Sommerdag ved Skagens Sønderstrand (1884)
Hipp, hipp, hurra! Konstnärsfest på Skagen (1888). Göteborgs konstmuseum.
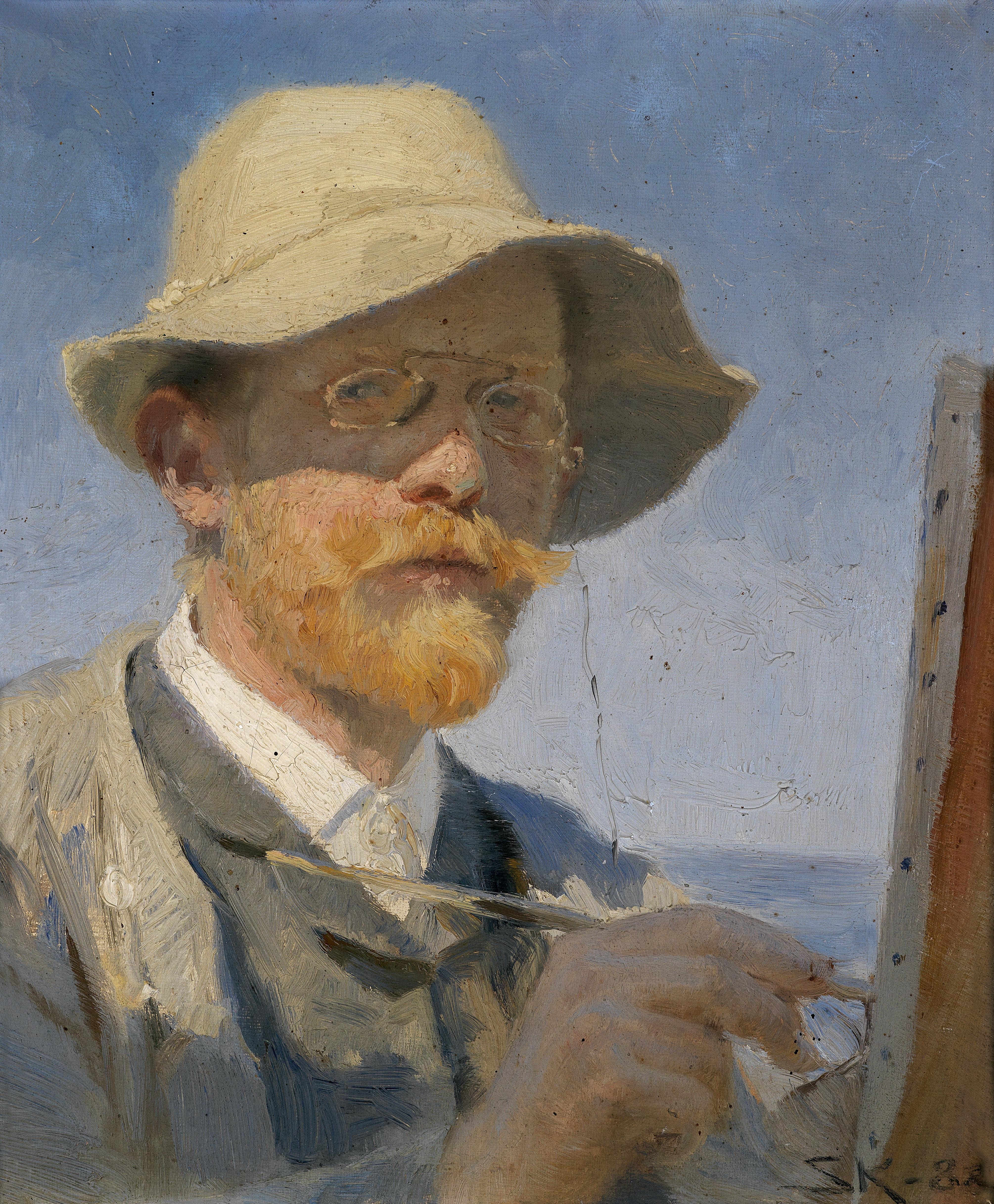
Självporträtt (1888)
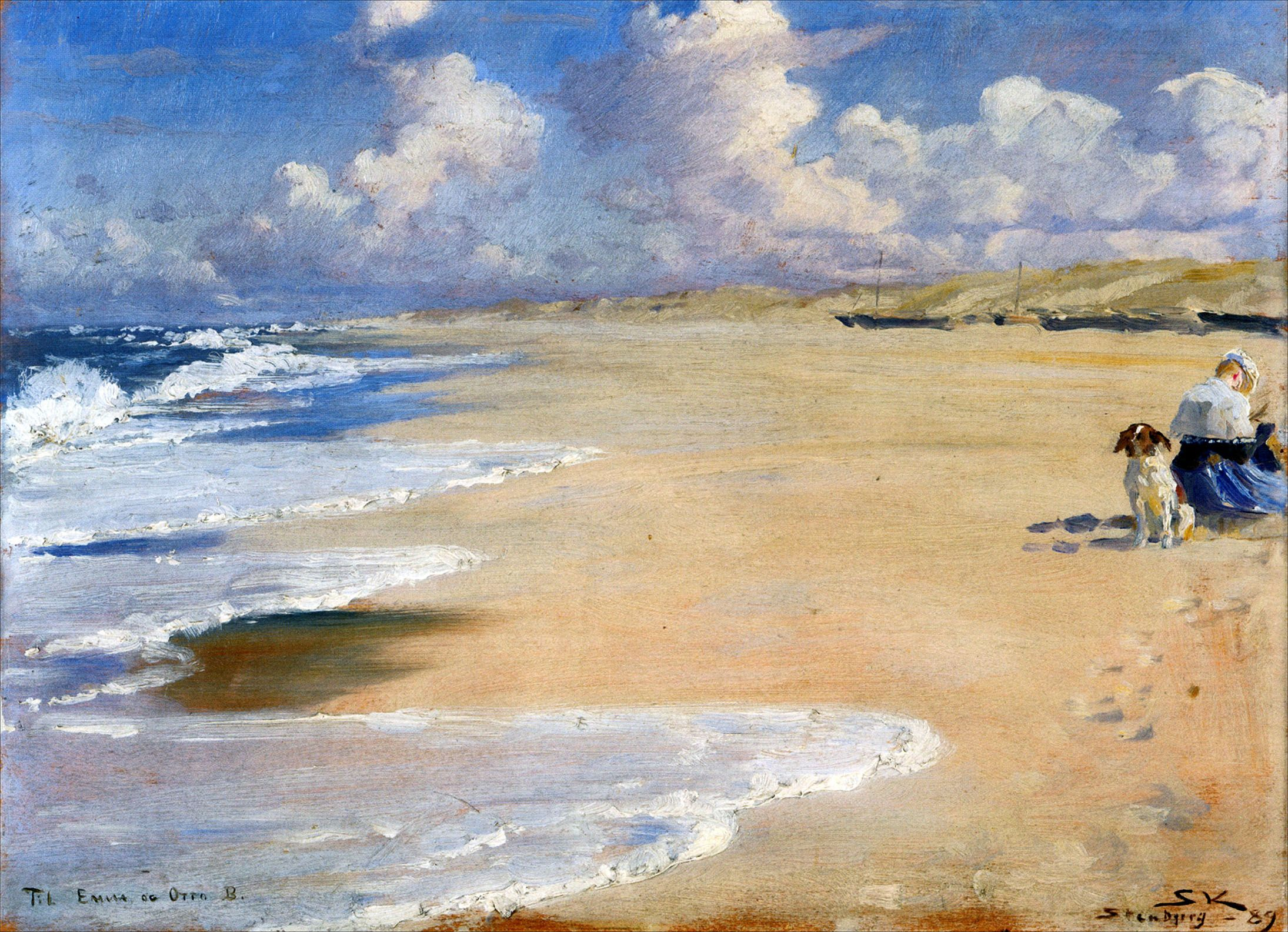
Marie Krøyer maler på Stenbjerg strand (1889)
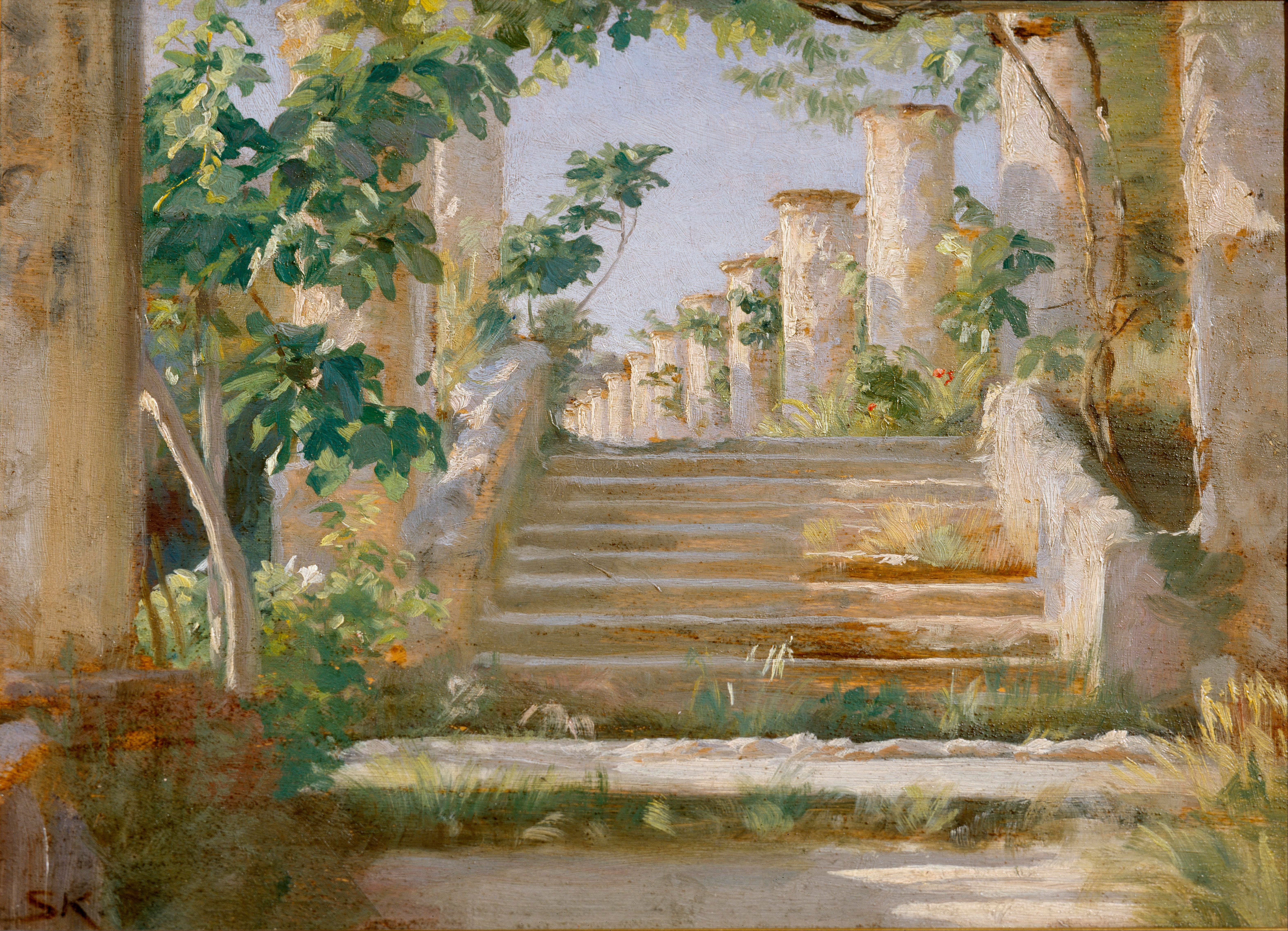
Loggia i Ravello (1890)
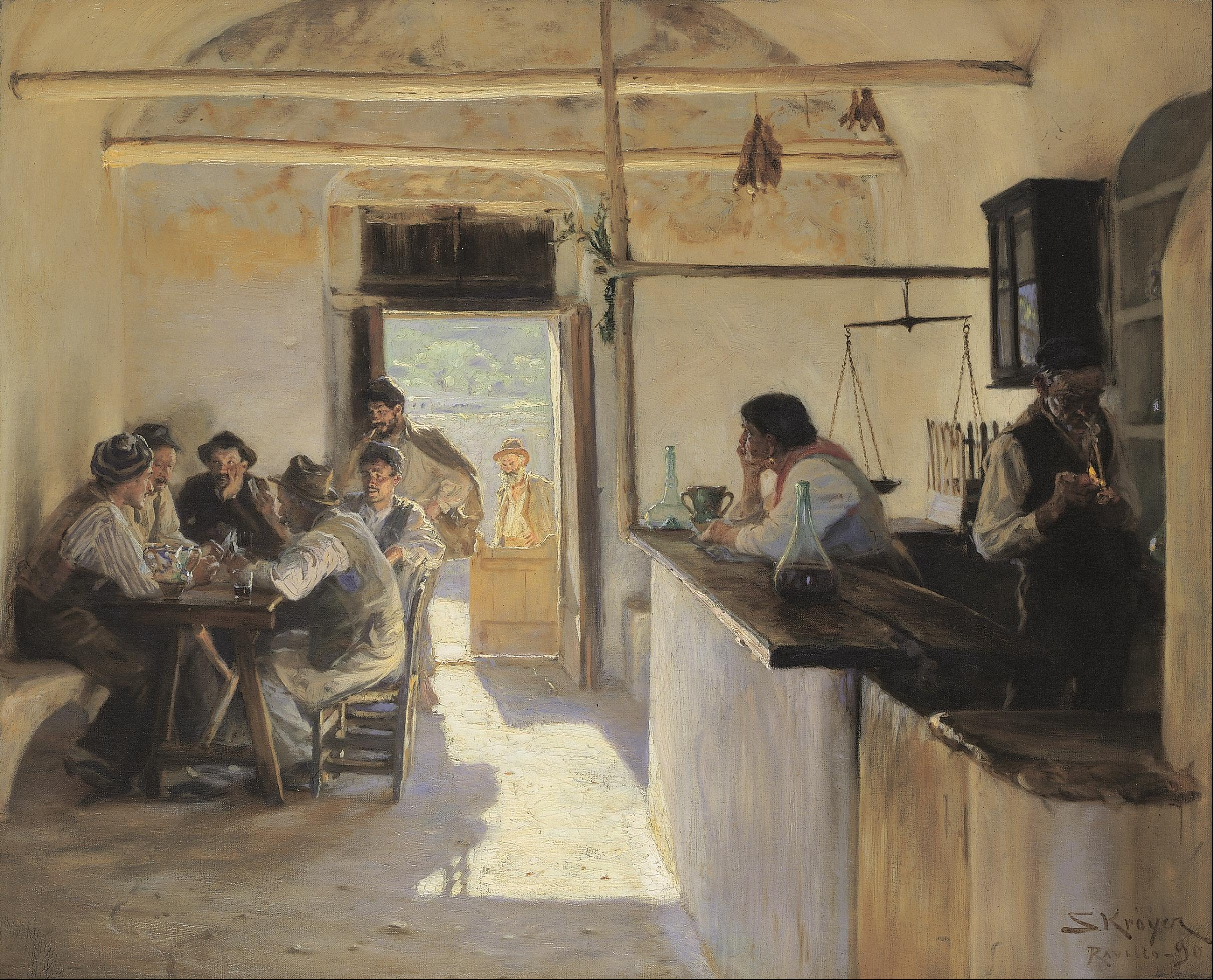
Vinstue. Ravello (1890)
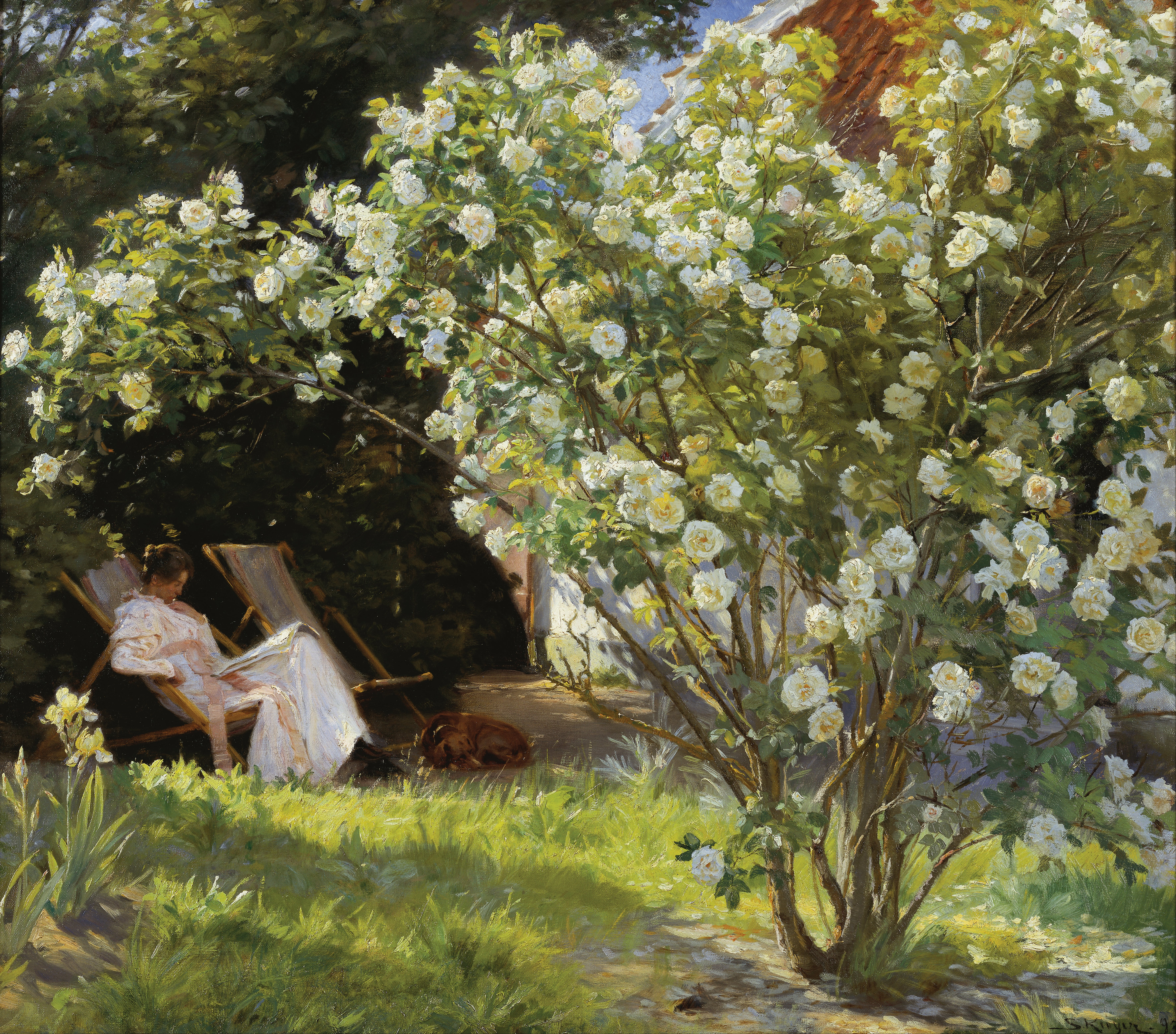
Rosor (1893)
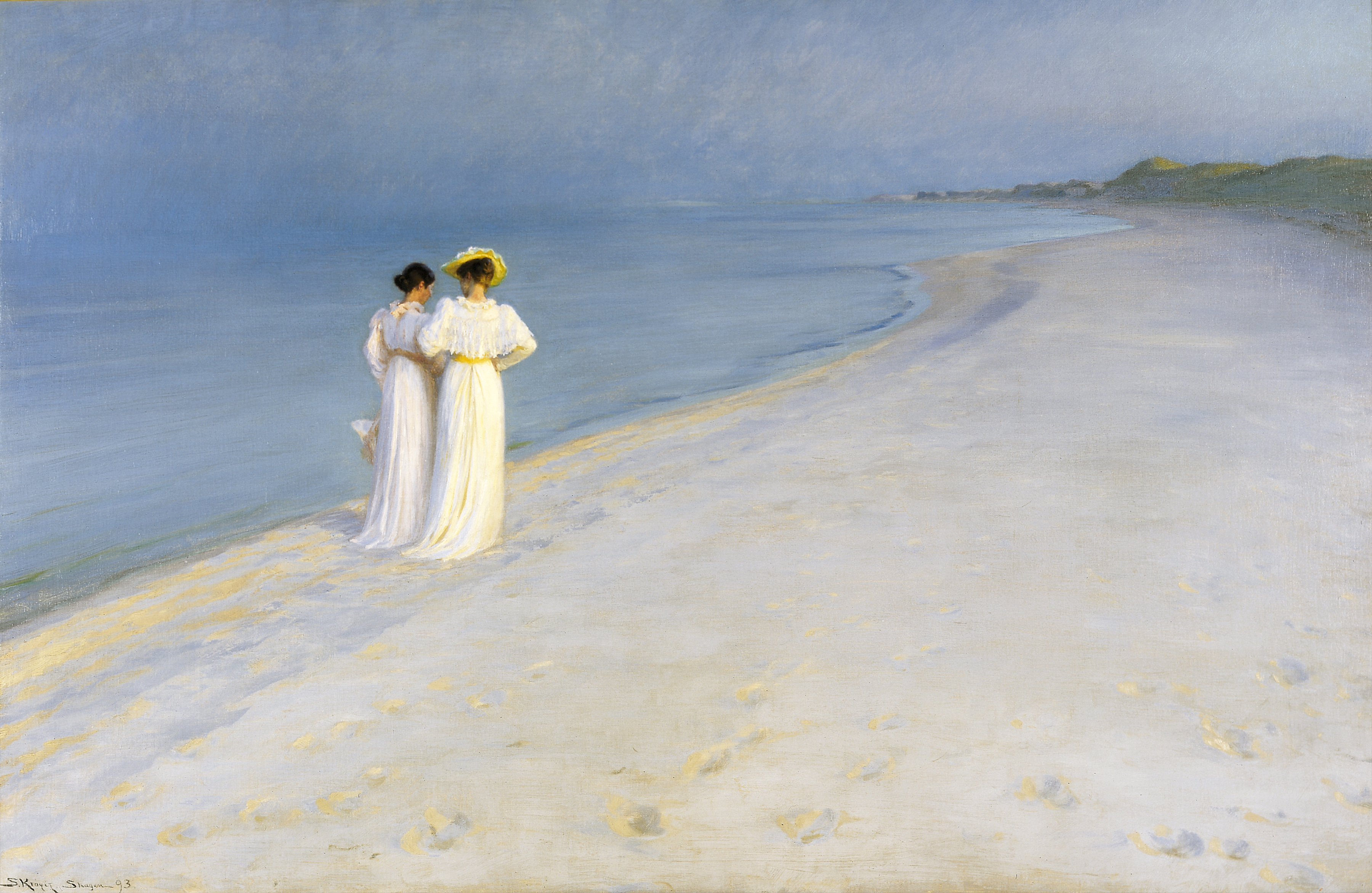
Sommeraften på Skagen Sønderstrand (1893)
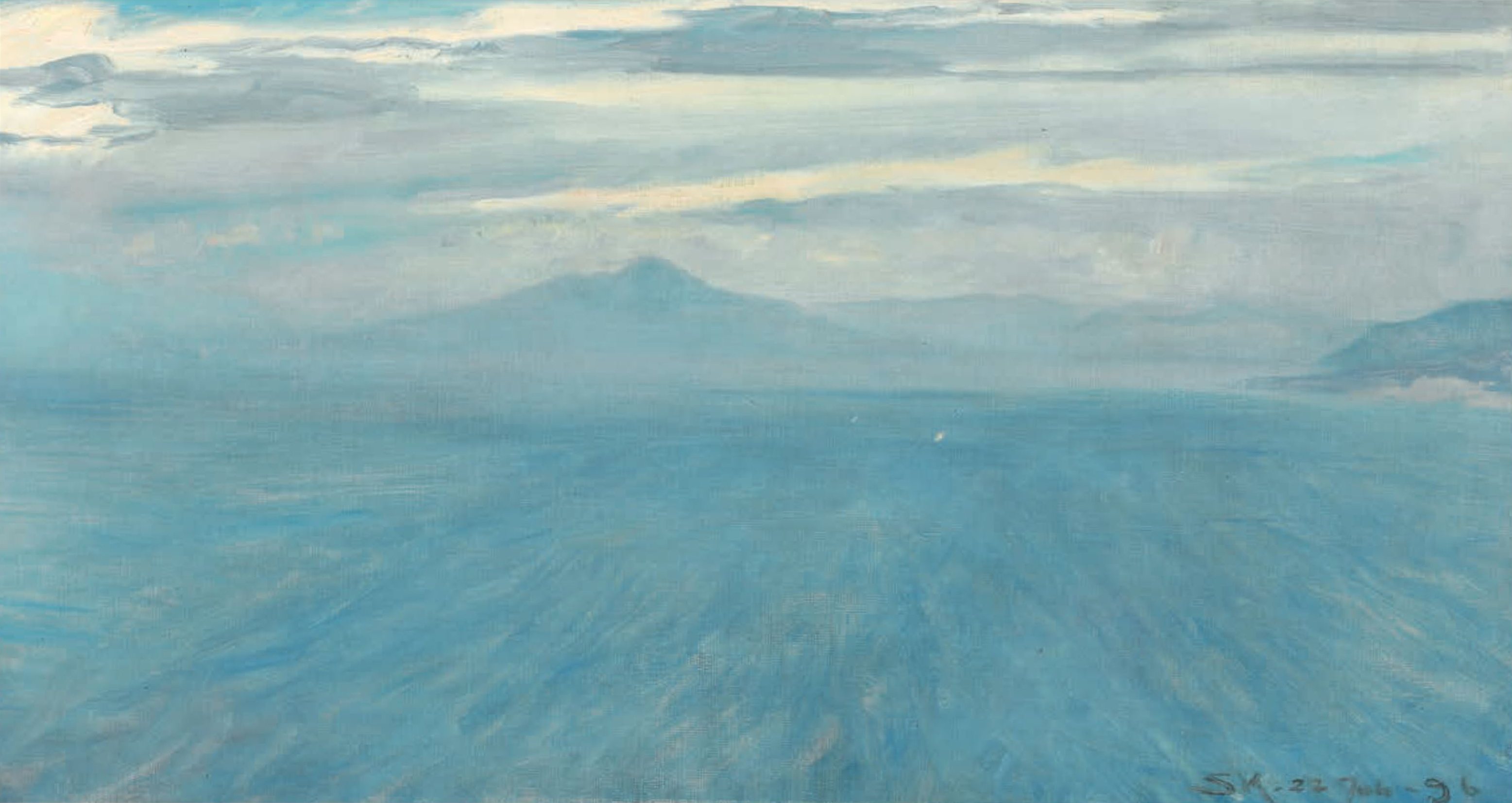
Diset blåt hav. Vesuv i baggrunden (1896)
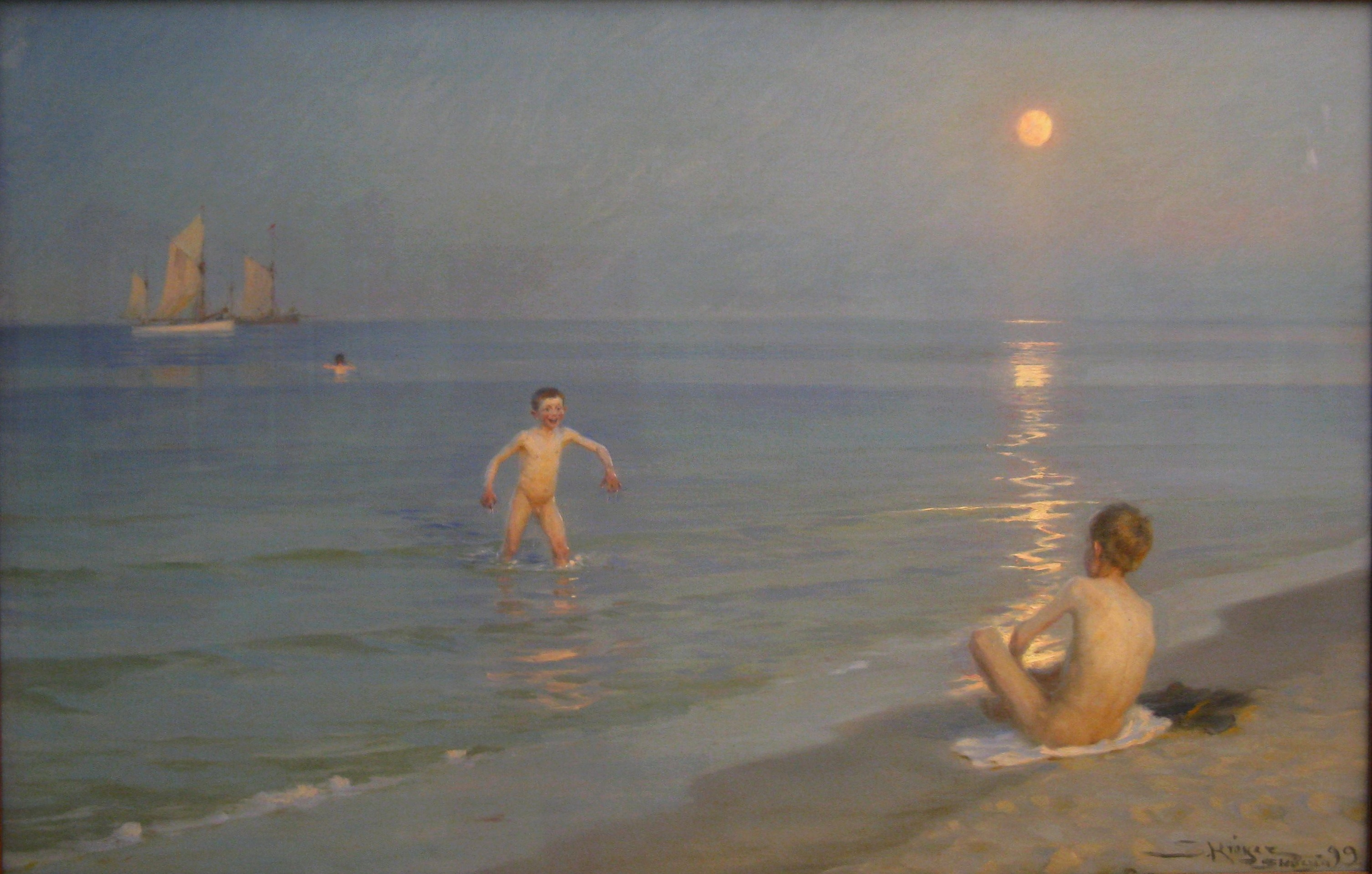
Badende drenge en sommeraften ved Skagens strand (1899)
Sommarkväll vid Skagens strand (1899). Den Hirschsprungske Samling, Köpenhamn.
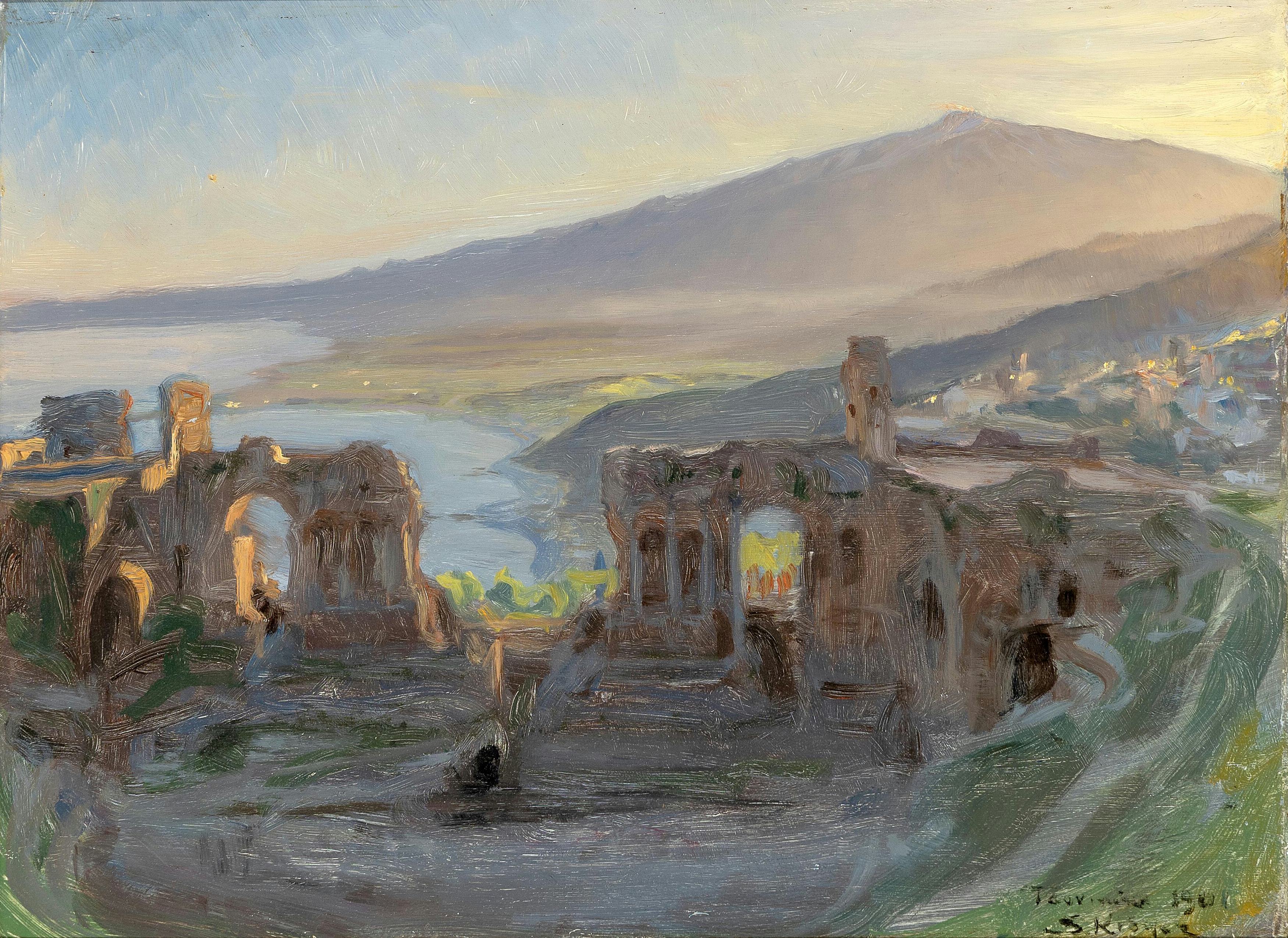
Aftenlandskab ved det antikke teater i Taormina med udsigt over Etna og Golfen (1901)
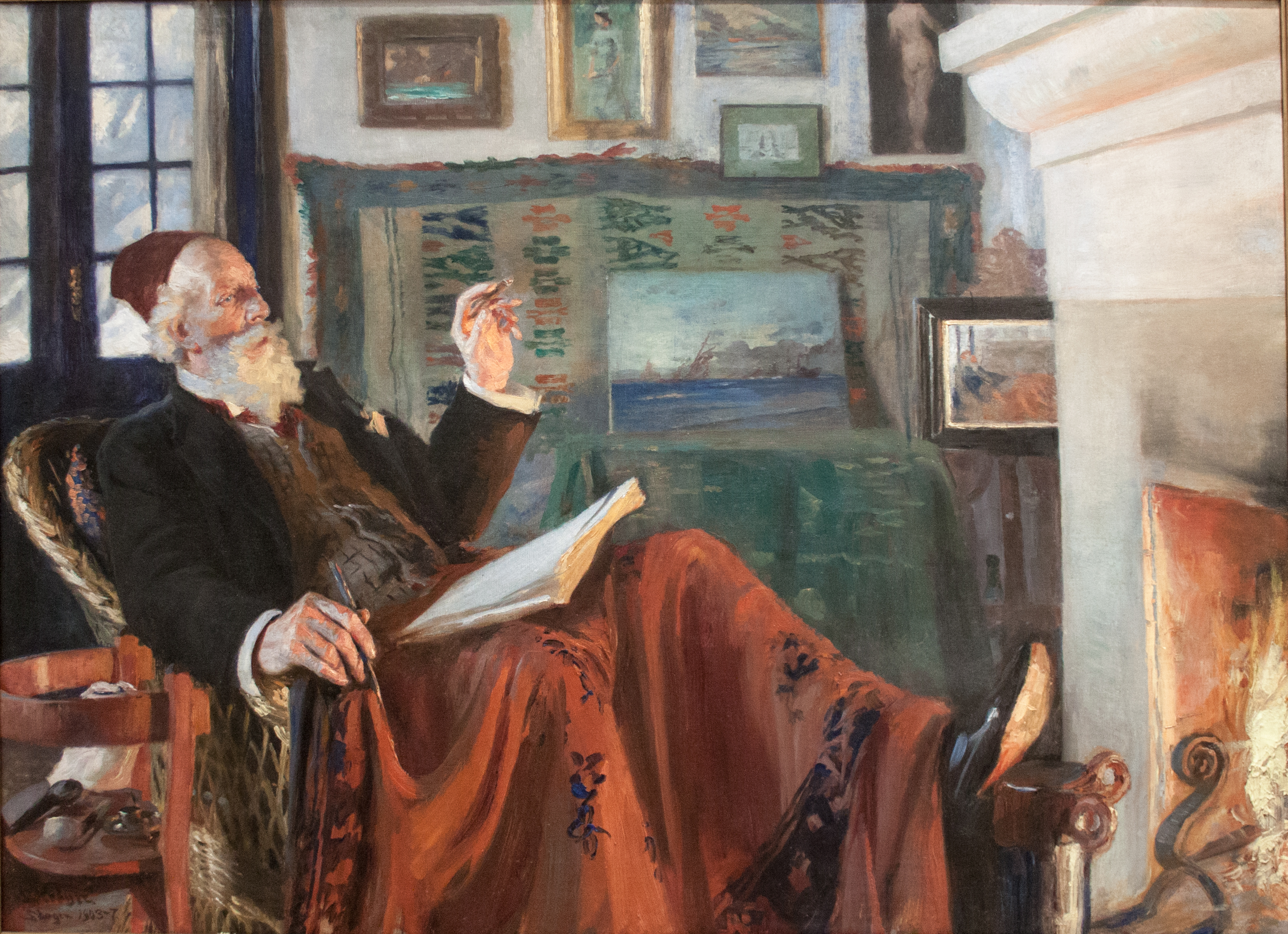
Ved kaminilden (1907)